# Overval op het Huis van Bewaring te Assen
De overval op het Huis van Bewaring in Assen vond plaats op 11 december 1944. Hierbij werden 31 verzetsmensen bevrijd zonder bloed te vergieten. Alle bevrijde gevangenen overleefden de Tweede Wereldoorlog. Er werden in Assen geen represaillemaatregelen genomen.
De meeste gevangenen waren in de daaraan voorgaande twee maanden door de Duitsers gearresteerd. De meesten waren tussen 20 en 30 jaar. Een assistent-bewaker gaf informatie door aan de knokploeg, die enkele dagen de gevangenis in de gaten hielden om te zien hoeveel Duitsers er waren.
De regering in Londen had bezwaar tegen de plannen van de Knokploeg Noord-Drenthe om de gevangenen te bevrijden, vooral uit angst voor represailles. Op 8 december 1944 was de overval op het Huis van Bewaring in Leeuwarden gelukt en was men erin geslaagd om 51 gevangenen te bevrijden. De Drentse groep liet zich dus niet tegenhouden. Op 10 december wordt bij de ouders van Jan en Marie Bulthuis nogmaals overleg gepleegd en voor het laatst een tekst uit de bijbel voorgelezen. Ook worden er afscheidsbrieven geschreven.
De volgende ochtend ging Marie al vroeg naar de gevangenis. Zij hield in de gaten wanneer de nachtelijke bewakers vertrokken en waarschuwde daarna de anderen. De zes jongens van de knokploeg waren 20 tot 24 jaar. Net voor half acht drongen ze de gevangenis binnen. Jan Bulthuis had twee pistolen en twee handgranaten bij zich om eventueel Duitse bewakers onschadelijk te maken. Enkele bewakers werden opgesloten. De meeste gevangenen waren bang, omdat zij vreesden dat er nieuwe verhoren zouden worden afgenomen. Sommigen kwamen hun cel niet uit, waaronder Marten Geertsma uit Dwingeloo, misschien werd zijn deur niet geopend.
Groep Kees was verantwoordelijk voor het vervoer. Ze reden, gekleed in Duitse uniformen, met twee vrachtwagens naar de gevangenis om de gevangenen op te halen. De overval had nauwelijks een kwartier geduurd.
Later is gebleken dat de groep op 12 december geëxecuteerd zou worden. Ze werden dus net op tijd bevrijd.

## Monument
Op 11 december 2014 werd in buurtschap Ellertshaar een monument onthuld door burgemeester Marco Out en Lenie Nijmeijer, de weduwe van Jan Nijmeijer, die indertijd lid van Knokploeg Noord-Drenthe en een van de bevrijders was. Op het monument wordt het belang beschreven van de verzetsactiviteiten van Jan Bulthuis. Hij was de laatste overlevende van de knokploeg. Zijn oorlogstijd is beschreven in "De Gideonsbende". 